# Rodolfo II da Borgonha

Território de Rodolfo II em 915.

Rodolfo II da Borgonha (? — 11 de julho de 937) foi rei da Alta Borgonha de 912 até sua morte, e rei da Itália entre 922 e 925 e rei da Baixa Borgonha de 930 até sua morte.

## Biografia
Foi o filho mais velho do rei Rodolfo I da Borgonha  da Alta Borgonha, a quem sucedeu no trono, e de Guila de Borgonha por vezes denominada como Guila da Provença ou Willa da Provença. Em 922, casou-se com Berta da Suábia, filha do duque Burcardo II da Suábia, com quem teve 4 filhos. 
Na mesma época, vários nobres italianos pediram que Rodolfo interviesse na Itália em seu nome contra o imperador Berengário I. Ao chegar à Itália, foi coroado rei dos lombardos em Pavia. 
Em 923, derrotou Berengário I em Piacenza. O imperador foi assassinado no ano seguinte, possivelmente por instigação de Rodolfo. O rei então passou a governar a Alta Borgonha e a Itália, residindo alternativamente em ambos os reinos.
Todavia, em 926, a nobreza italiana voltou-se contra ele e pediu a Hugo de Arles, o governante efetivo da Provença (ou Baixa Borgonha), para se tornar seu rei. Rodolfo retornou para a Alta Borgonha para se proteger, assegurando a coroação de Hugo. 
Os italianos depois mudaram de lado novamente, declarando seu desejo de que Rodolfo reivindicasse o trono. Para evitar isto, Rodolfo e Hugo assinaram um acordo em 933, garantido a Rodolfo o domínio da Baixa Borgonha em troca de sua renúncia a ao trono italiano. Para celebrizar o tratado, ele deu sua filha Adelaide em casamento ao filho de Hugo, Lotário. Rodolfo reinou sobre a Borgonha unida até sua morte.

## Relações familiares
Foi filho Rodolfo I da Borgonha (Burgundia, França c. 859 — Juran, Burgundia, França 25 de outubro de 912) da Alta Borgonha e de Guila de Borgonha por vezes denominada como Guila da Provença ou Willa da Provença (dezembro de 873 -?), filha de Bosão da Provença (844 - 11 de janeiro de 887) foi um nobre franco com origem na família Bosónidas, relacionada com a Dinastia carolíngia e de Ermangarda da Provença (852 - 22 de junho de 896).
Em 922, casou-se com Berta da Suábia, filha do duque Burcardo II da Suábia (926 - 926) e de Reginlinda de Sulichgau, com quem teve:
1. Conrado I da Borgonha (c. 925 - 19 de outubro de 993), rei da Borgonha;[4][5]
2. Burcardo (? - 26 de junho de 963), arcebispo de Lião;
3. Adelaide da Itália (c. 931 - 16 de dezembro de 999), casada primeiramente com Lotário II de Itália e, depois, com Oto I da Germânia (23 de novembro de 912 — 7 de maio de 973);
4. Rodolfo (? - depois de 8 de abril de 962), filho póstumo.